# Religione
     Cristianesimo cattolico
     Cristianesimo protestante
     Cristianesimo ortodosso
     Islam sunnita
     Islam sciita
     Islam ibadista
     Ebraismo
     Buddhismo Vajrayāna
     Buddhismo Theravada
     Buddhismo Mahāyāna
     Religione tradizionale cinese
     Induismo
     Altre religioni
     Credenze tribali africane

Alcuni simboli religiosi. Da sinistra a destra, dall'alto verso il basso:
Cristianesimo, ebraismo, induismo, Fede bahá'í,
Islam, Neopaganesimo, Taoismo, Shintoismo,
Buddismo, Sikhismo, Brahmanesimo, Giainismo,
Ayyavazhi, Wicca, Templari e Chiesa Nativa Polacca

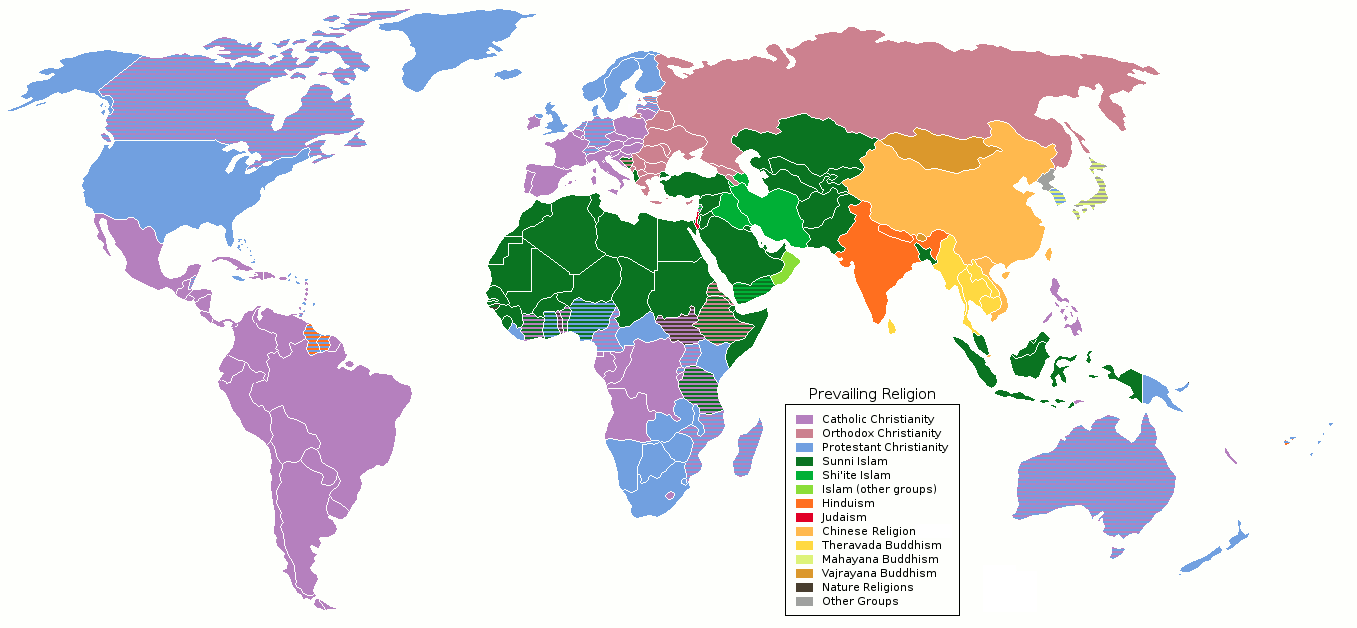
Religioni più diffuse nel mondo
Cristianesimo cattolico
Cristianesimo protestante
Cristianesimo ortodosso
Islam sunnita
Islam sciita
Islam ibadista
Ebraismo
Buddhismo Vajrayāna
Buddhismo Theravada
Buddhismo Mahāyāna
Religione tradizionale cinese
Induismo
Altre religioni
Credenze tribali africane

La religione è un complesso di credenze, vissuti, riti che coinvolgono l'essere umano, o una comunità, nell'esperienza di ciò che viene considerato sacro, in modo speciale con la divinità, in sintesi: "la Religione [...] è una credenza, o un insieme di credenze, relativa all'esistenza di una realtà ultrasensibile, ultraterrena e sovrannaturale"; oppure è quell'insieme di contenuti, riti, rappresentazioni che, nell'insieme, entrano a far parte di un determinato culto.
Va tenuto presente che «il concetto di religione non è definibile astrattamente, cioè al di fuori di una posizione culturale storicamente determinata e di un riferimento a determinate formazioni storiche». Lo studio delle "religioni" è oggetto della "Scienza delle religioni" mentre lo sviluppo storico delle religioni è oggetto della "Storia delle religioni".
Esistono numerose posizioni a proposito della religione. In Occidente, si sono affermate due posizioni principali:
- teiste (che credono in divinità), per esempio il cristianesimo o le religioni pagane che venerano divinità.
- ateiste (che non credono in divinità), per esempio qualsiasi comportamento reiterato che segue principi e valori oppure il buddhismo.

## Etimologia

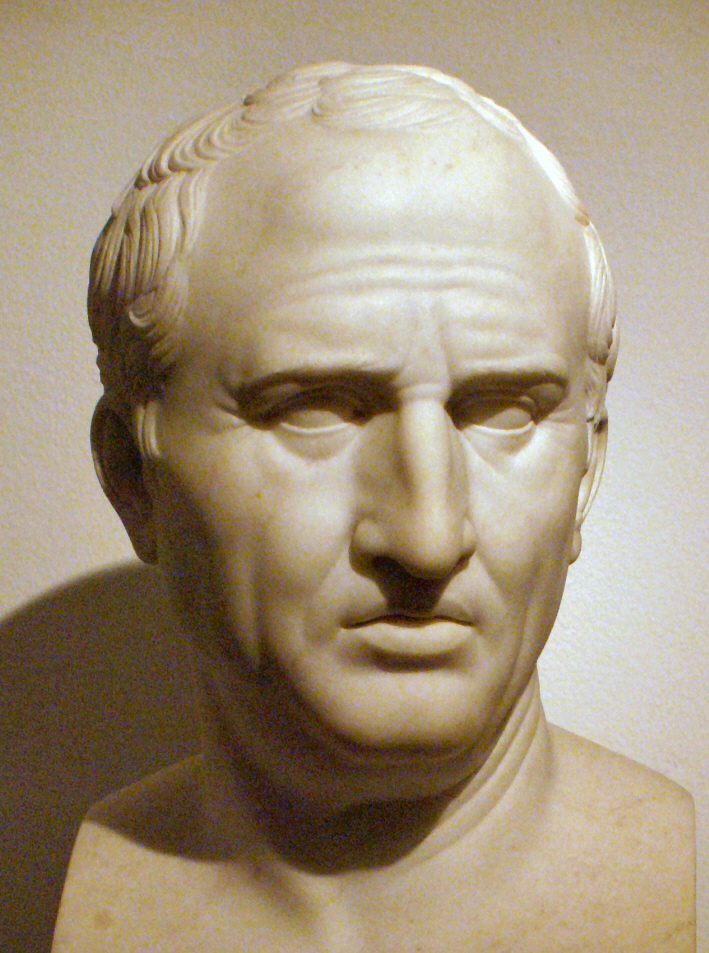
Marco Tullio Cicerone (106 a.C.-43 a.C.), fu il primo autore a proporre un significato etimologico, collegato all'attenzione verso ciò che riguardava gli dèi, e una definizione del termine religio.

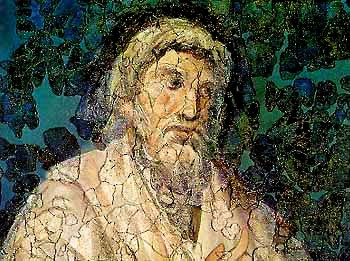
Lattanzio (250-327), apologeta cristiano, criticò l'etimologia di "religione" proposta da Cicerone, ritenendo che questo termine dovesse essere riferito al "legame" tra l'uomo e la divinità.

Il termine religione deriva dal latino relìgio, la cui etimologia non è del tutto chiarita. Il verbo religere (dal latino religāre) significa legare, ossia legarsi a principi e/o valori.
Secondo Cicerone (106 a.C.-43 a.C.), la parola originerebbe dal verbo relegere, ossia "ripercorrere" o "rileggere", intendendo una riconsiderazione diligente di ciò che riguarda il culto degli dèi:
(Cicerone. De natura deorum II, 28; traduzione in italiano di Cesare Marco Calcante in Cicerone. La natura divina. Milano, Rizzoli, 2007, pagg. 214-5)
Jean Paulhan evidenzia come Lucrezio fece invece derivare di re-ligare, nel significato «dei legami che uniscono gli uomini a certe pratiche» – derivazione che fu poi ritenuta tale anche da Lattanzio e Servio Mario Onorato (però col significato di «legarsi nei confronti degli dei»). Secondo Michael von Albrecht, da essa, poiché verbo contrario all'idea di liberazione, Lucrezio ne derivò il significato negativo, del quale è: «molto grafica l'espressione religione refrenatus (5, 114), che rispecchia le inibizioni al pensiero filosofico causate dal paganesimo: l'uomo è trattenuto, impedito, essendo le sue mani letteralmente "legate dietro la schiena"». Inoltre «parla spesso dei “nodi stretti” [...] della religio, dai quali Epicuro avrebbe liberato l'umanità».
 Un significato simile le aveva attribuito lo storico greco Polibio, dando alla religione, ma con particolare riguardo alla tradizione e ai costumi dei Romani, il senso di un instrumentum regni.
Nello specifico Lattanzio (250-327), che fu ripreso anche da Agostino d'Ippona (354-430), correggendo Cicerone, sostiene:
(Lattanzio. Divinae institutiones IV, 28. Traduzione di Giovanni Filoramo. Le scienze delle religioni. Brescia, Morcelliana, 1997, pag.286)
Così lo studioso Luigi Alici (1950-) mette a confronto la lettura etimologica offerta da Agostino in De civitate Dei X,3, che si richiama a Cicerone, con quella di Lattanzio il quale "preferisce insistere sull'idea primitiva di 'ciò che lega' di fronte agli dèi":
(Luigi Alici. Nota 5 in Agostino. La città di Dio. Milano, Bompiani, 2004, pag.462)
Tuttavia lo storico delle religioni italiano Enrico Montanari (1942-) osserva che:
(Enrico Montanari. Roma. Il concetto di "religio" a Roma. In Dizionario delle religioni (a cura di Giovanni Filoramo). Torino, Einaudi, 1993, pag.642)
Quindi, per Enrico Montanari, l'origine del termine "religione" è da ricercarsi nella coppia dei termini religere/relegere intesi come "raccogliere nuovamente", "rileggere" osservare "con scrupolo e coscienziosità l'esecuzione di un atto" e quindi eseguire con attenzione l'"atto religioso". Furono i primi teologi cristiani, nel IV secolo, a rovesciare il significato originario del termine per collegarlo al nuovo credo.
Allo stesso modo osservò Gerardus van der Leeuw (1890-1950) che coniando l'espressione homo religiosus lo oppose all'homo negligens:
(Gerardus van der Leeuw. Phanomenologie der Religion (1933). In italiano: Gerardus van der Leeuw. Fenomenologia della religione. Torino, Boringhieri, 2002, pag.30)

### Occidente

#### Grecia antica
Il termine che nella lingua greca moderna indica la "religione" è θρησκεία (thrēskeia). Tale termine è collegato a θρησκός (thrēskos; "pio", "timoroso di Dio"). Quindi anche se nella cultura religiosa greco-antica non esisteva un termine che riassumesse quello che noi intendiamo oggi per "religione", thrēskeia possedeva tuttavia un ruolo e un significato precisi: indicava la modalità formale con cui andava celebrato il culto a favore degli dèi. Scopo del culto religioso greco era infatti quello di mantenere la concordia con gli dèi: non celebrare loro il culto significava provocarne l'ira, da qui il "timore della divinità" (θρησκός) che lo stesso culto provocava in quanto connesso con la dimensione del sacro.

#### Roma antica

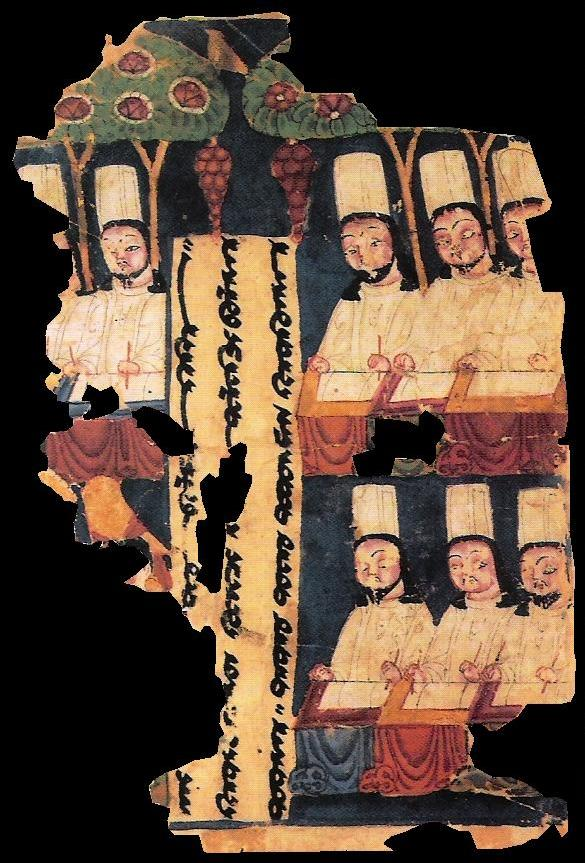
Monaci manichei intenti a copiare testi sacri, con un'iscrizione in sogdiano (manoscritto da Khocho, Bacino del Tarim). Il manicheismo fu una religione perseguitata, al pari di altre, nell'Impero romano in quanto contrastava con il mos maiorum.

corrisponde alla cura nei confronti dell'esecuzione del rito a favore degli dèi, rito che, per tradizione, va ripetuto finché non risulti correttamente eseguito. In questo senso i romani collegavano al termine di "religione" un senso di timore nei confronti della sfera del sacro, sfera propria del rito e quindi della religione stessa.
In un ambito più aperto i romani accoglievano comunque tutti i riti che non contrastassero con il mos maiorum dei tradizionali riti religiosi, ovvero con il costume degli antenati. Quando nuovi riti, e quindi novae religiones, venivano a contrastare con il mos maiorum questi venivano proibiti: fu il caso, ad esempio e di volta in volta, delle religioni ebraica, cristiana, manichea e dei riti bacchanalia.
La prima definizione del termine "religione", ovvero del suo originario termine latino religio, la dobbiamo a Cicerone il quale nel De inventione così la esprime:
(Cicerone. De inventione. II,161)
Con l'epicureo Lucrezio (98 a.C.-55 a.C.) si affaccia una prima critica alla nozione di religione intesa qui come un elemento che sottomette l'uomo per mezzo della paura e da cui il filosofo deve liberarsi:
(Lucrezio. De rerum natura I,62-7. Traduzione di Francesco Giancotti in Lucrezio. La natura. Milano, Garzanti, 2006, pagg. 4-5)
(Lucrezio. De rerum natura I,932)

#### Occidente cristiano

Massacre saint Barthelemy di François Dubois (1529–1584) conservato presso il Musée cantonal des Beaux-Arts di Losanna. A seguito dei massacri provocati dalle Guerre di religione i pensatori francesi del XVII secolo misero in dubbio la sovrapposizione delle nozioni di civiltà e religione fino a quel momento in vigore.

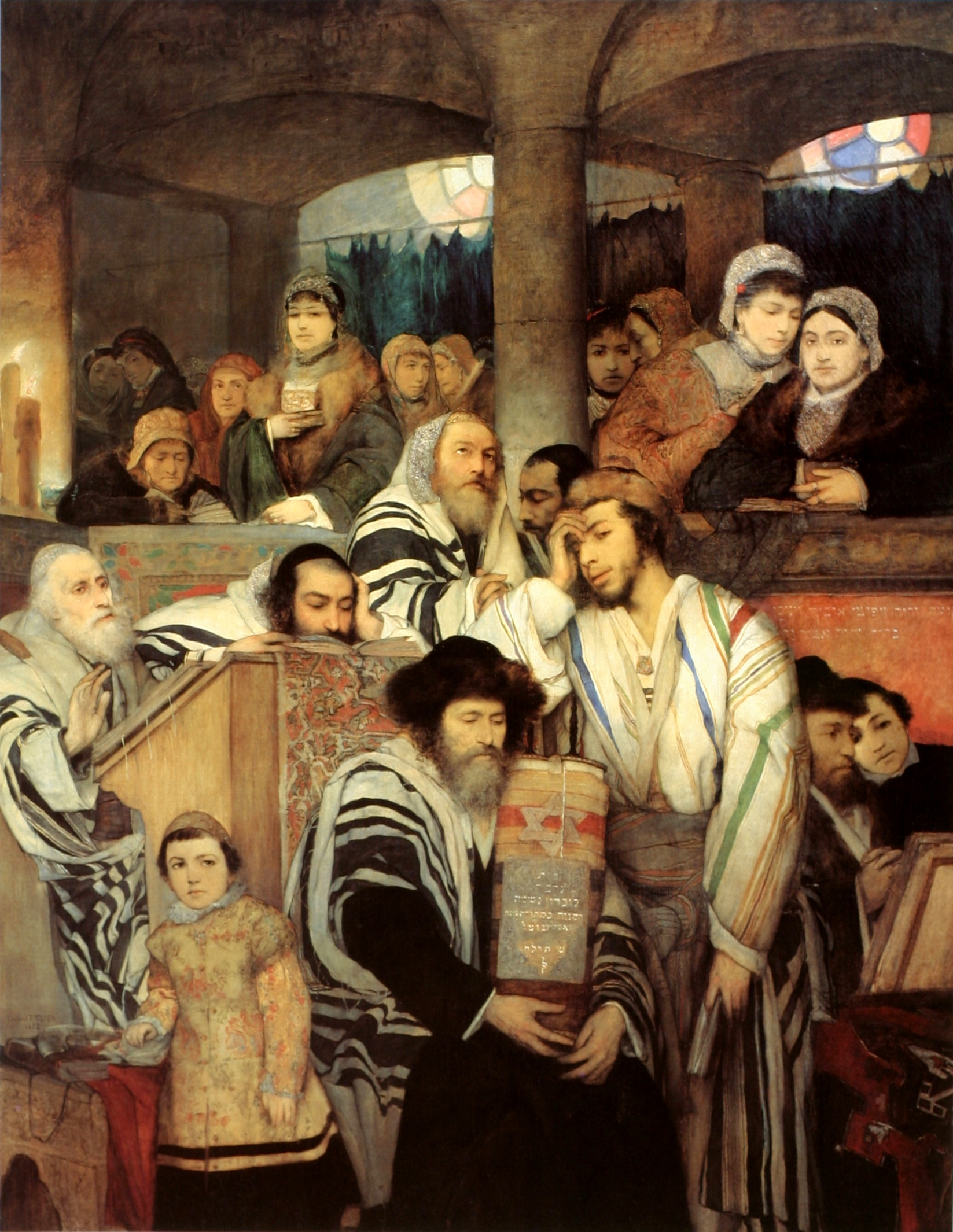
Ebrei in preghiera il giorno dello Yom Kippur, opera di Maurycy Gottlieb (1856–1879). Nell'Occidente cristiano, l'Ebraismo, come l'Islām, verrà indicato come una religione solo a partire dal XVII secolo.

Le prime comunità cristiane non utilizzarono il termine religio per indicare le proprie credenze e pratiche religiose. Con il tempo, tuttavia, diffusamente a partire dal IV secolo, il Cristianesimo adottò tale termine nell'accezione indicata da Lattanzio, individuandone l'unicità in quanto la "religione" era l'unica via di salvezza per l'uomo.
La relazione tra religio cristiana e quelle dei culti o delle "filosofie" precedenti fu variamente interpretata dagli esegeti cristiani. Giustino (II secolo), ma anche Clemente Alessandrino e Origene, sostennero che partecipando tutti gli uomini al "Verbo" coloro che tra questi vissero secondo "ragione" erano comunque dei cristiani. Con Tertulliano (III secolo) la prospettiva cambiò e le differenze tra mondo "antico" e il mondo dopo la "rivelazione" cristiana furono decisamente accentuate.
Con Agostino d'Ippona (354-430), ma già precedentemente con Basilio, Gregorio Nazianzeno e Gregorio di Nissa, il pensiero platonico rappresentò per i teologi cristiani un esempio della comprensibilità di cosa fosse la vera "religione".
Rispetto ai significati del termine "religione" nel mondo cristiano, lo storico delle religioni svizzero Michel Despland osserva che:
(Michel Despland. Religione. Storia dell'idea in Occidente, in Dictionnaire des Religions (a cura di Jacques Vidal). Parigi, Presses universitaires de France, 1984. In italiano: Dizionario delle religioni. Milano, Mondadori, 2007, pagg. 1539 e segg.)
Quindi se inizialmente il termine "religione" è assegnato esclusivamente agli ordini religiosi, a partire dalla Francia il termine accoglie dapprima anche quei pellegrini o cavalieri che se ne mostrano degni attraverso il mantenimento dei loro voti, poi i mercanti onesti e gli sposi fedeli, aprendo così il termine all'intero mondo laicale che osserva con scrupolo i precetti della Chiesa.
Con la Scolastica la "religione" venne collocata tra le "virtù morali" inserite nella "giustizia" in quanto essa rende a Dio l'onore e l'attenzione che gli sono "dovuti" esprimendosi con atti esteriori, come la liturgia o il voto, ed atti interiori, come la preghiera o la devozione.
Infine il termine "religione" diviene sinonimo di "civiltà". Con la Riforma protestante a partire dal XVI secolo il termine "religione" è assegnato a due confessioni cristiane distinte, e solo con il XVII secolo l'Ebraismo e l'Islām saranno considerate "religioni".
Le Guerre di religione del XVI secolo provocarono in Francia l'abbandono dell'idea che il termine "religione" potesse essere sovrapponibile a quello di civiltà e, ad incominciare dal XVII secolo, alcuni intellettuali francesi avviarono una critica serrata al valore stesso della religione.
(Michel Despland. Op.cit.)

#### Occidente moderno e contemporaneo
A partire dal XVII secolo, la Modernità attribuisce valore supremo alla razionalità affrontando con questo strumento conoscitivo anche l'alveo della religione che così viene sottoposto al suo esame.
Se da una parte autori come Gottfried Wilhelm von Leibniz (1645-1716) e Nicolas Malebranche (1638-1715) dopo l'analisi razionale esaltarono i valori religiosi, altri, come ad esempio John Locke (1632-1704) o Jean-Jacques Rousseau (1712-1778), utilizzarono la "ragione" per spogliare la "religione" dei suoi contenuti non giustificabili razionalmente.
Altri autori, come l'irlandese John Toland (1670-1722) o il francese Voltaire (1694-1778) furono propugnatori del deismo, una lettura decisamente razionalista della religione.
Con David Hume (1711-1776) vi fu un rifiuto dei contenuti razionali della religione, nell'insieme considerata un fenomeno del tutto irrazionale, nato dai timori propri dell'uomo nei confronti dell'universo. Partendo dal giudizio di "irrazionalismo" della religione, in Occidente, con ad esempio Julien Offray de La Mettrie (1709-1751) o Claude-Adrien Helvétius (1715-1771), si affacciarono le prime critiche radicali alla religione che portarono all'affermazione dell'ateismo.
In questo ambito Paul Henri Thiry d'Holbach (1723-1789) giunse a sostenere che:
(Holbach, Il buon senso, a cura di S. Timpanaro, Garzanti 1985, p.150)

### Culture non occidentali
Nelle culture non occidentali il termine "religione" viene reso con termini che non hanno la stessa etimologia latina. Così, se in Occidente, fatto salvo la lingua greca, il termine "religione" ha ovunque origine dal latino religio, l'etimologia del termine ebraico origina invece da un termine proprio dell'antico persiano, allo stesso modo l'arabo dove il termine "religione" origina dall'avestico. Nelle lingue del Subcontinente indiano invece il termine "religione" viene reso con termini di origine sanscrita e, in Estremo Oriente, con termini di origine cinese.

#### Vicino e Medio Oriente
- In lingua ebraica il termine occidentale "religione" viene reso come דת (alfabeto ebraico) traslitterato in caratteri latini come dath.

Tale termine compare alcune volte nel Tanakh, così nel Libro di Ester
(Libro di Ester, IX,14)
In questo verso דת (dath) sta per "editto", "legge", "decreto". L'ebraico dath deriva dall'avestico e dall'antico persiano dāta.
Il termine avestico dāta possiede in quella lingua sempre il significato di "legge" o di "legge di Ahura Mazdā", ovvero legge del Dio unico e supremo dello Zoroastrismo.
(Avestā II, 13. Traduzione di Arnaldo Alberti, in Avestā. Torino, UTET, 2008, pag.96)
- In lingua araba il termine occidentale "religione" viene reso come دين (alfabeto arabo) traslitterato in caratteri latini come dīn.

(Corano V,3)
Il termine arabo dīn deriva dal medio persiano dēn.
- In lingua persiana il termine occidentale "religione" viene reso come دین (alfabeto arabo-persiano) traslitterato in caratteri latini come dīn.

Tale termine deriva dal termine medio persiano dēn che, a sua volta, deriva dall'avestico daēnā che in quella antica lingua significa "religione" intesa come splendore, luminosità di Ahura Mazdā. Daēnā a sua volta proviene, nella medesima lingua, dalla radice dāy (vedere).
(Avestā I, 13. Traduzione di Arnaldo Alberti, in Avestā. Torino, UTET, 2008, pag.92)

#### Subcontinente indiano

La bandiera dell'India. Al centro della bandiera è collocato, raffigurato in blu, il Čakra di Aśoka ovvero il sigillo che compare negli editti promulgati dall'imperatore indiano Aśoka (304-232 a.C.) e che rappresenta il Dharmačakra, la "Ruota del Dharma".

Nella lingua hindi, la lingua ufficiale e più diffusa dell'India, il termine occidentale "religione" viene reso come धर्म (alfabeto devanagari) traslitterato in caratteri latini come Dharma.
(William K. Mahony. Induismo, "Enciclopedia delle Religioni" vol. 9: "Dharma induista". Milano, Jaca Book, 2006, pag.99)
Gianluca Magi precisa tuttavia che il termine Dharma
(in Dharma, "Enciclopedia filosofica" vol.3. Milano, Bompiani, 2006, pag. 2786)
Il termine Dharma (धर्म) è usato nella maggior parte delle religioni di origine indiana per indicare tali contesti religiosi: Induismo (सनातन धर्म Sanātana Dharma), Buddhismo (बौद्ध धर्म Buddha Dharma), Giainismo (जैन धर्म Jain Dharma) e Sikhismo (सिख धर्म Sikh Dharma).
Ma anche per indicare le religioni occidentali come l'Ebraismo (यहूदी धर्म, Dharma ebraico) o il Cristianesimo (ईसाई धर्म, Dharma cristiano)
Il termine Dharma deriva dalla radice sanscrita dhṛ traducibile in italiano come "fornire una base", ovvero come "fondamento della realtà", "verità", "obbligo morale", "giusto", "come le cose sono" oppure "come le cose dovrebbero essere".
(Ṛgveda, V 63,1 a-c)

#### Estremo Oriente

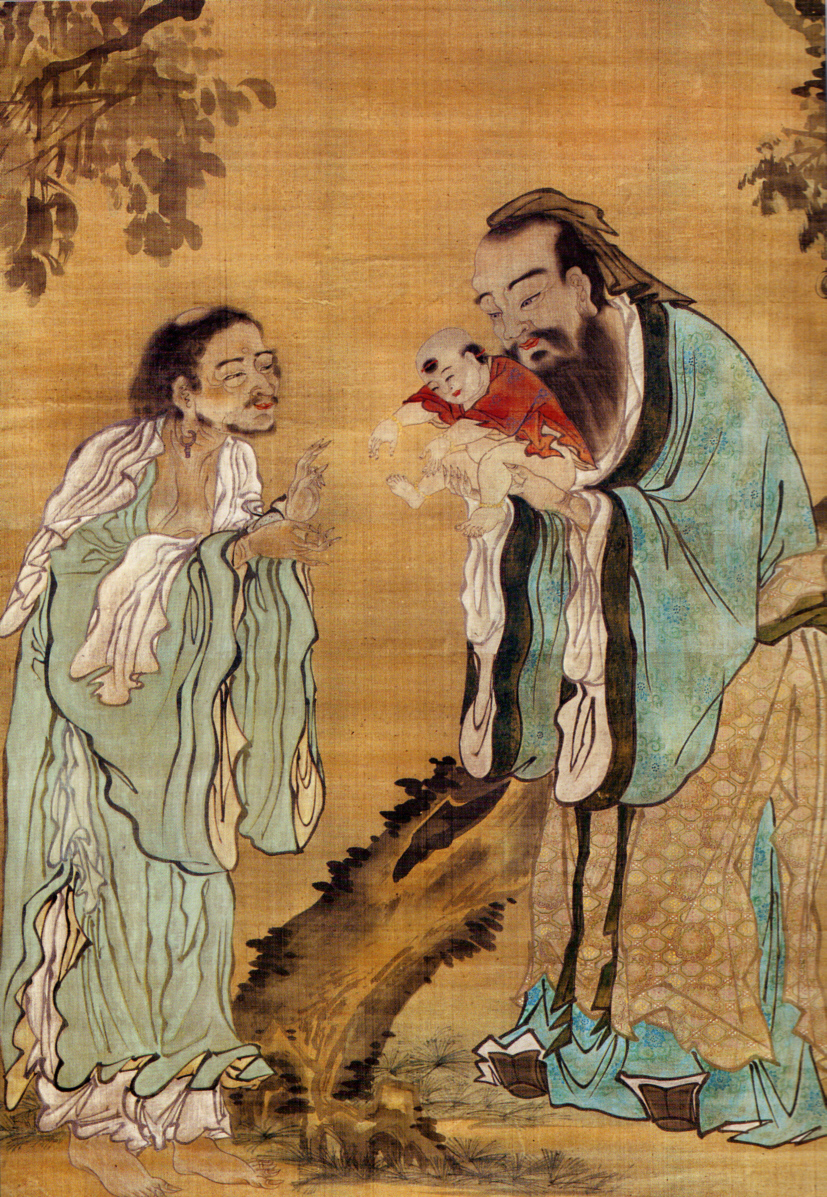
三教一教 sānjiào yījiào Tre religioni (insegnamenti) una religione (insegnamento). Confucio (孔丘 Kǒng Qiū) e Lǎozǐ (老子) proteggono il Buddha Śākyamuni (釋迦牟尼 Shìjiāmóuní) infante. Rotolo dipinto su seta, Dinastia Ming (1368-1644) conservato presso il British Museum di Londra.

Scrittura oracolare su ossa, all'origine del carattere cinese 子 (zǐ, bambino). Il carattere cinese che indica la singola "religione" è 教 (jiào) e si compone, oltre del carattere 子 (zǐ), del carattere 耂 (lǎo, vecchio), il tutto ad indicare l'insegnamento.

In lingua cinese il termine occidentale "religione" viene reso come 宗教, traslitterato in caratteri latini in zōngjiào (Wade-Giles tsung-chiao).
Da questa lingua il termine religione (宗教) viene così reso nelle altre lingue estremo-orientali in:
- lingua giapponese 宗教 shūkyō;
- lingua coreana 종교 jonggyo
- lingua vietnamita tôn giáo.

In lingua cinese 教 (jiào) rende anche il khotanese deśanā, a sua volta resa del sanscrito deśayati (causativo del verbo di III classe diś: "mostrare", "assegnare", "esibire", "rivelare") e anche il sanscrito śāsana (insegnamento).
Il carattere 教 è formato da 子 (zǐ, bambino, dove la figura stilizzata è avvolta in fasce e agita le braccia), 耂 (lǎo, vecchio).
Mentre 宗 (zōng) indica "scuola", "tradizione acclarata", "religione" quindi 宗教 "insegnamento di una tradizione acclarata/religione".
Il carattere cinese 宗 (zōng) è formato dai caratteri 宀 (mián, tetto di un edificio) e 示 ( shì "altare", oggi nel significato di "mostrare") a sua volta composto da 丁 (altare primitivo) con ai lati 丶 (gocce di sangue o di libagioni); il tutto a significare "edificio che contiene un altare".
Le singole religioni vengono indicate dal nome che le caratterizza seguite dal carattere 教 (jiào): Buddhismo 佛教 (Fójiào da 佛 Fó Buddha), Confucianesimo 儒教 (Rújiào, da 儒 Rú, letterato confuciano), Daoismo 道教 (Dàojiào da 道 Dào) Cristianesimo 基督教 (Jīdūjiāo da 基督 Jīdū Cristo), Ebraismo 犹太教 ( Yóutàijiào da 犹太 Yóutài Giuda), Islām (伊斯兰教 Yīsīlánjiāo da 伊斯兰 Yīsīlán Islām).

## Descrizione

### Il dibattito sulla nozione di religione
La nozione di "religione" è problematica e dibattuta.
Secondo Marco Tullio Cicerone, il sentimento religioso nasce dal desiderio umano di conoscere le cose future, dalla meraviglia per la bellezza dell'universo e del cielo stellato, dal timore e dal senso di inferiorità per i fenomeni ingovernabili della natura e dalla gratitudine verso la divinità per i benefici ricevuti da quest'ultima. (De natura deorum, De divinatione 2.148).
Da un punto di vista fenomenologico-religioso il termine "religione" è collegato alla nozione di sacro:
(Julien Ries. Le origini, le religioni. Milano, Jaca Book, 1992, pagg.7-23)
Da un punto di vista storico-religioso la nozione di "religione" è collegata al suo esprimersi storico:
(Giovanni Filoramo. Religione in Dizionario delle religioni (a cura di Giovanni Filoramo). Torino, Einaudi, 1993, pag.620)
Da un punto di vista antropologico-religioso la "religione" corrisponde al suo modo peculiare di manifestarsi nella cultura:
(Enrico Comba. Antropologia delle religioni. Un'introduzione. Bari, Laterza, 2008, pag.3)
Anche se come evidenzia lo stesso Enrico Comba:
(Enrico Comba. Op.cit. pag.28)
Quindi, come notano Carlo Tullio Altan e Marcello Massenzio, il fenomeno della religione:
(Carlo Tullio Altan e Marcello Massenzio. Religioni Simboli Società: Sul fondamento dell'esperienza religiosa. Milano, Feltrinelli, 1998, pagg. 71-2)

### Analisi filosofica
Natura problematica della definizione di "religione"

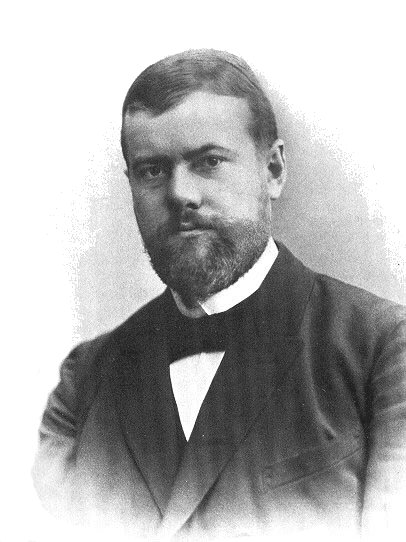
Max Weber (1864-1920) sostenne che la definizione di "religione" si può declinare alla fine della ricerca su di essa.

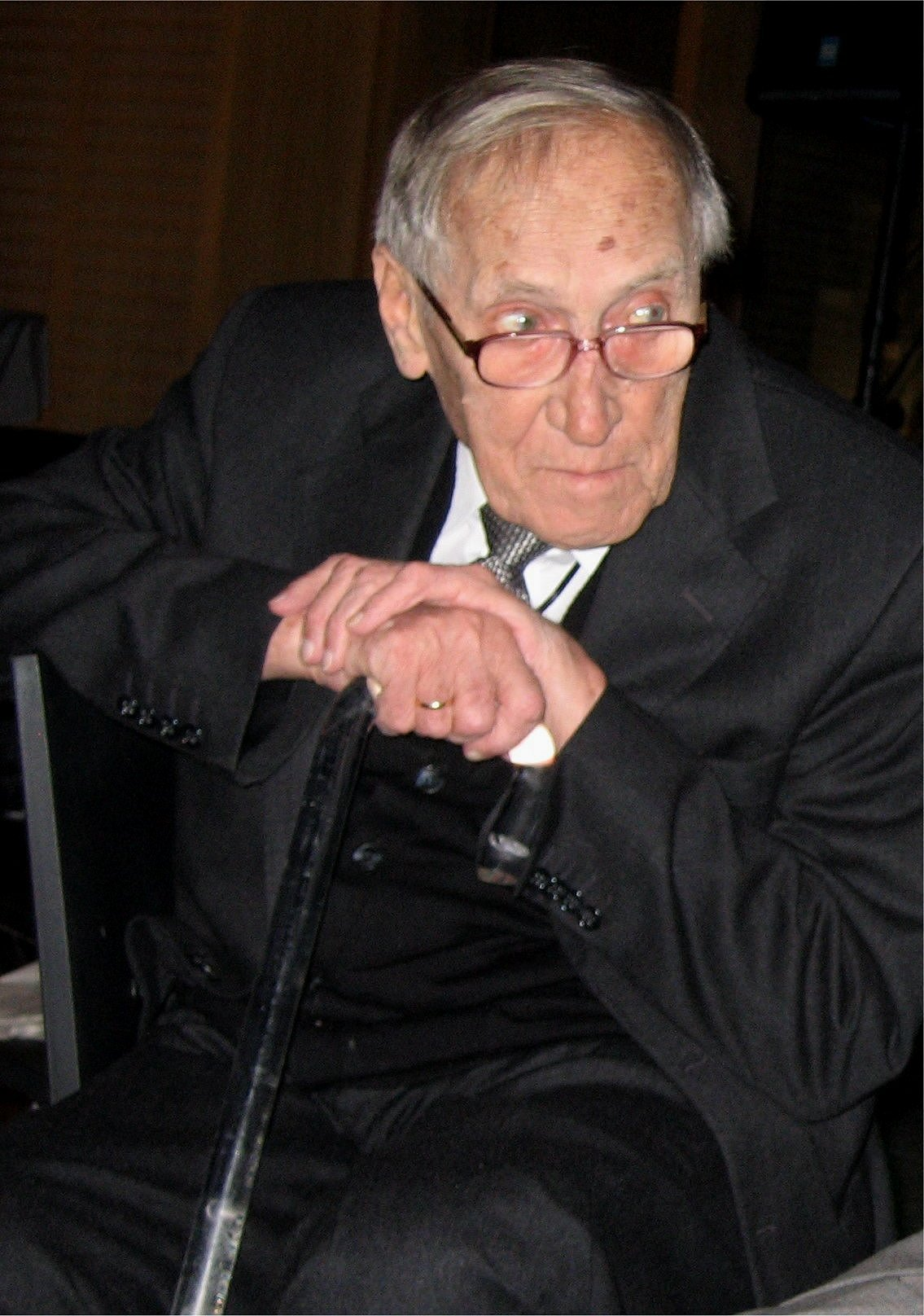
Leszek Kołakowski (1927-2009) ha osservato che, come per altri ambiti umanistici, difficilmente si potrà addivenire ad una definizione condivisa del termine "religione".

La definizione moderna del termine "religione" è problematica e controversa:
(Giovanni Filoramo. Op.cit 1993, pag.621)
Già Max Weber aveva sostenuto che:
(Max Weber. Economia e società Milano, Comunità, 1968, pag.411. (prima ed. 1922))
Melford E. Spiro (1920-) e Benson Saler obiettano in proposito che quando non si definisce l'oggetto di indagine in modo esplicito si finisce per definirlo in modo implicito.
Lo storico polacco Leszek Kołakowski (1927-2009) rileva invece che:
(Leszek Kołakowski. Se non esiste Dio. Bologna, Il Mulino, 1997)
Le spiegazioni sulla natura e le ragioni dell'esistenza dei credi religiosi
Il filosofo tedesco Ludwig Feuerbach (1804-1872) sosteneva che:
la religione consiste di idee e valori prodotti dagli esseri umani, erroneamente proiettati su forze e personificazioni divine. Dio sarebbe quindi la costruzione di un Super uomo (uomo potenziato con attribuiti ideali dati dall'uomo stesso). È una forma di alienazione (che non ha lo stesso significato attribuito da Marx), in quanto la religione estranea l'uomo da sé stesso facendogli credere di non essere in prima persona: l'uomo è sottomesso da sé stesso. La religione si trova ad essere dunque un rifugio dell'uomo di fronte alla durezza della realtà quotidiana.
Karl Marx (1818-1883) affermò che:
la Religione è «il gemito della creatura oppressa, l'animo di un mondo senza cuore, così come è lo spirito d'una condizione di vita priva di spiritualità. Essa è l'oppio dei popoli».
Secondo l'ottica di Max Weber (1864-1920):
le Religioni mondiali sarebbero capaci di raccogliere vaste masse di credenti e di influenzare il corso della storia universale. Weber non crede che la religione sia una forza conservatrice (Karl Marx), bensì crede che essa possa provocare enormi trasformazioni sociali: La religione influisce sulla vita sociale ed economica. Il Puritanesimo e il protestantesimo, ad esempio, furono all'origine del modo di pensare capitalistico. Ne ” L'etica protestante e lo spirito del capitalismo” Weber discusse ampiamente l'influenza del cristianesimo sulla storia dell'Occidente moderno.
Weber scoprì che effettivamente alcune religioni sono caratterizzate da un ascetismo ultramondano, che privilegia la fuga dai problemi terreni, distogliendo gli sforzi dallo sviluppo economico. Il cristianesimo sarebbe una religione di salvezza per Weber, poiché è incentrata sulla convinzione che gli esseri umani possano essere salvati purché scelgano la fede e seguano le sue prescrizioni morali. Le religioni di salvezza presentano un aspetto rivoluzionario perché sono caratterizzate da un ascetismo intramondano, cioè uno spirito religioso che privilegia la condotta virtuosa in questo mondo. Le religioni asiatiche invece avevano un atteggiamento di passività rispetto all'esistente.
Tra le riflessioni contemporanee, particolarmente interessante è la spiegazione del fenomeno religioso proposta da Marcel Gauchet a iniziare dall'opera del 1985 Il Disincanto del mondo: secondo lo storico-filosofo francese, la religione non è né una tensione individuale verso il trascendente, né una costruzione funzionale alla giustificazione del potere. La religione va invece intesa, in una prospettiva storica e antropologica, come maniera particolare di strutturazione dello spazio sociale e umano. In particolare la forma più pura di religione è da rintracciare negli animismi che caratterizzano quelle società che Pierre Clastres definisce “contro lo Stato”. Nelle società di questo tipo, la legge viene cioè fatta risalire a un tempo e a forze assolutamente altre rispetto al presente e nessun membro della società può quindi rivendicare un rapporto privilegiato con il trascendente. La nascita di un'istanza separata del potere è indisgiungibile da una trasformazione della religione: dopo tali trasformazioni, il mondo terreno e la realtà trascendente entrano in rapporto. La religione, che nella sua forma più pura era un disinnescamento totale dell'instabilità sociale, una rimozione assoluta della divisione attraverso l'assolutizzazione della separazione terreno/trascendente, si apre a quella che Gauchet definisce l'uscita dalla religione.

## Alcuni termini classificatori e descrittivi delle religioni

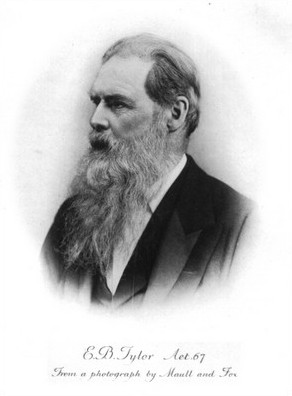
Edward Burnett Tylor introdusse, nel 1871, la nozione di "animismo".

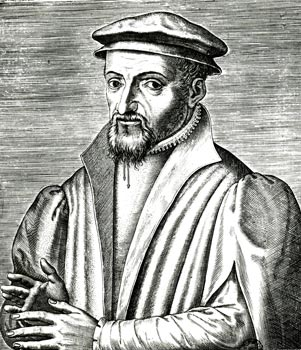
Il teologo calvinista svizzero Pierre Viret (1511-1571) che, nel suo Instruction chrétienne del 1564 introdusse il termine "deismo".

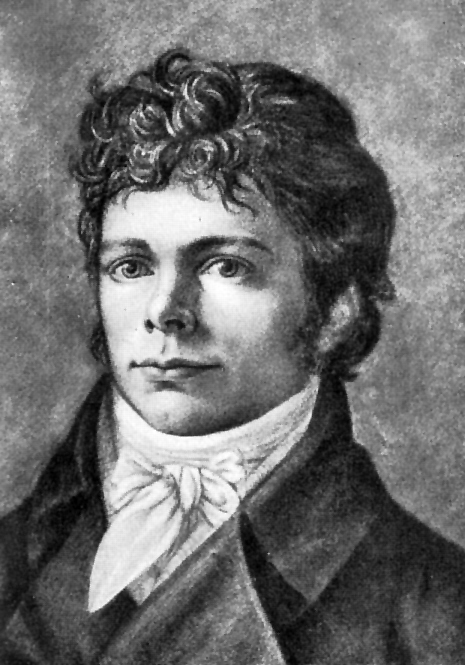
Friedrich Schelling nel 1842 introdusse per primo il termine "enoteismo" poi ripreso e diffuso dall'indologo Friedrich Max Müller (1823-1900).

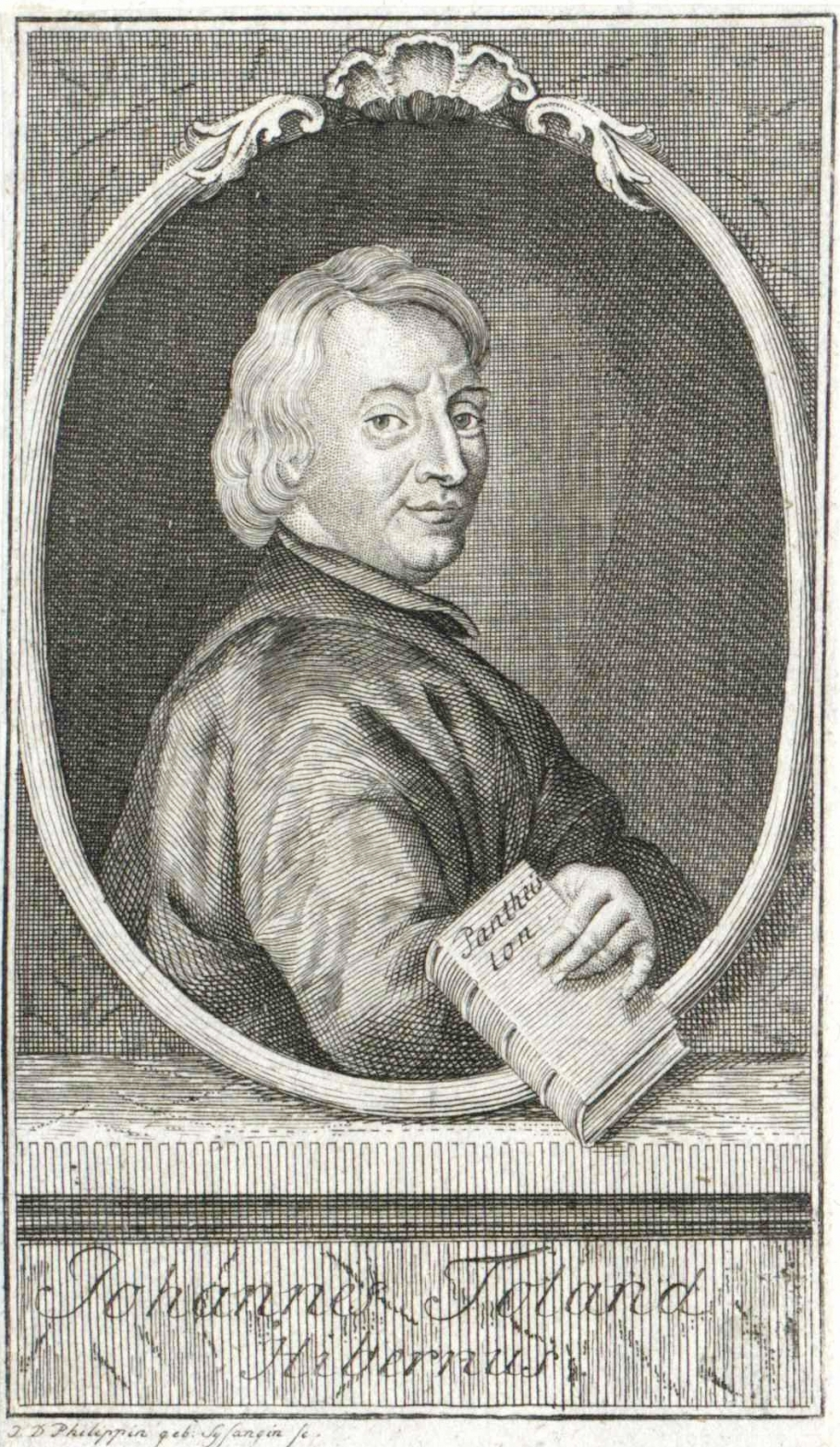
John Toland (1670-1722) nel suo Socinianism Truly Stated. By a pantheist (1705) utilizzò per primo la nozione di "panteismo".

### Animismo
"Animismo" (dall'inglese animism, a sua volta dal latino anĭma) è il termine introdotto nello studio delle religioni primitive dall'antropologo inglese Edward Burnett Tylor (1832-1917) che, nel 1871 nel suo Primitive Culture: Researches into the Development of Mythology, Philosophy, Religion, Language, Art and Custom, lo utilizzò per indicare quella prima forma di credenza spirituale ("anima" o "forza vitale") che viene riscontrata in oggetti o luoghi. In tal senso la teoria di Tylor si opponeva a quella di Herbert Spencer (1820-1903) che invece poneva nell'ateismo le convinzioni degli uomini primitivi.
La teoria "animistica", già messa in discussione da Marcel Mauss (1872-1950) e da James Frazer (1854-1941), è rifiutata oggi dalla maggior parte degli antropologi.

Tuttavia, come nota Jacques Vidal
Carlo Prandi nota anche come tale termine venga utilizzato per indicare le credenze religiose dell'Africa subsahariana, quelle afrobrasiliane e quelle attinenti alle culture dell'Oceania.

### Ateismo
Esistono religioni atee, per considerarle tali prevale la definizione legata al culto piuttosto che al sacro, e l'interpretazione strettamente etimologica su quella abituale di "atteggiamento antireligioso".. Nel 1993 durante i lavori del Parlamento Mondiale delle Religioni (PoWR) i buddisti, guidati dal Dalai Lama, protestarono contro l’uso del termine Dio che essi rifiutano, concordando solo su quello di Realtà suprema.

### Deismo
Il termine "Deismo" (dal francese déisme, a sua volta dal latino deus) fu coniato dal teologo calvinista svizzero di lingua francese Pierre Viret (1511-1571) che nella sua Instruction chrétienne (Ginevra, 1564) lo utilizzò per indicare un gruppo che si opponeva agli "ateisti", ma Viret descrisse questo "gruppo" come di coloro che pur credendo in un Dio unico e creatore rigettavano la fede in Gesù Cristo.
Il poeta inglese John Dryden (1631-1700), in Religio Laici del 1682 definì il "Deismo" come la credenza in un Dio creatore rifiutando qualsivoglia dottrina propugnata dalla tradizione e dalla rivelazione.
Con la pubblicazione del Dictionnaire historique et critique (Rotterdam, 1697) di Pierre Bayle (1647-1706), che riprese la nozione di Déisme (s.v. "Viret"), il termine si diffuse ampiamente nella cultura europea.
Tuttavia il significato di "Deismo" ha posseduto, di volta in volta, connotazioni diverse. Allen W. Wood ne ha identificate quattro:
1. credenza in un Essere supremo privo di tutti gli attributi di personalità (come intelletto e volontà);
2. credenza in un Dio, ma rifiuto di qualsiasi cura provvidenziale da parte di questi per il mondo;
3. fede in un Dio, ma negazione di ogni vita futura;
4. credenza in un Dio, ma rifiuto di tutti gli altri articoli di fede religiosa.

Molti filosofi e scienziati, per lo più illuministi del Settecento, sostennero tali posizioni; varianti istituzionalizzate del "Deismo" sono il Culto dell'Essere supremo durante la Rivoluzione francese, la spiritualità della Massoneria e l'Unione Mondiale dei Deisti oggi.

### Enoteismo
"Enoteismo" (dal tedesco henotheismus, a sua volta dal greco antico  εἷς ?, eîs e θεός, theós ("un dio")) fu il termine coniato dal Friedrich Schelling (1775-1854) in Philosophie der Mythologie und der Offenbarung (1842) per indicare un "monoteismo " rudimentale sorto durante la preistoria della coscienza e precedente al "monoteismo evoluto" e al politeismo. In questo senso il termine si presenta simile a quello di Urmonotheimus ovvero "monoteismo primordiale" elaborato nel 1912 dall'antropologo e sacerdote Wilhelm Schmidt.
Successivamente, l'indologo tedesco Friedrich Max Müller (1823-1900) utilizzò questo termine per indicare una pratica propria del Ṛgveda consistente nell'isolare una divinità rispetto alle altre durante le invocazioni rituali.
Nel suo significato storico-religioso, "enoteismo" occorre ad indicare quella forma di culto per cui una divinità viene, durante il rito, momentaneamente isolata e privilegiata rispetto alle altre, assurgendo così a divinità principale.

### Monoteismo
Il termine Monoteismo (neologismo greco, dal greco antico μόνος?, mónos (" unico, solo ") e θεός, theós ("dio")) caratterizza quelle religioni che propugnano l'esistenza di una singola divinità.
André Lalande (1867-1963) ha così descritto, nel suo Vocabulaire technique et critique de la philosophie, revu par MM. les membres et correspondants de la Société française de philosophie et publié, avec leurs corrections et observations par André Lalande, membre de l'Institut, professeur à la Sorbonne, secrétaire général de la Société (2 volumi) Parigi, 1927, il termine "monoteismo":
Il tema, controverso, è quali possano essere le religioni ascrivibili a questo contesto.
Dopo una disamina di tale problema, Paolo Scarpi così chiosa:
Intendendo in questa prospettiva sostanzialmente l'Ebraismo, il Cristianesimo e l'Islām.
Di tutt'altro avviso è invece, ad esempio, Theodore M. Ludwig che nella Encyclopedia of Religion nata dal progetto internazionale proposto da Mircea Eliade include, sia nell'edizione del 1987 che nella seconda edizione del 2005, nella voce Monotheism, altre religioni oltre quelle qui sopra citate come lo Zoroastrismo, la Religione greca nella forma di alcuni culti e nel pensiero di alcuni teologi greci, la Religione egizia del culto di Aton, il Buddhismo nella forma della Terra Pura, l'Induismo in alcune sue particolari manifestazioni e il Sikhismo.

### Panteismo
Il termine Panteismo (dall'inglese pantheism a sua volta dal greco antico παν ?, pan  e θεός, theós ("tutto Dio")) letteralmente significa "tutto è Dio". Tale termine fu derivato da analogo termine, pantheistic, utilizzato dal filosofo irlandese John Toland (1670-1722) nel suo Socinianism Truly Stated. By a pantheist (1705), ed ebbe larga diffusione in Europa durante le polemiche inerenti al Deismo.
Oggi il termine "Panteismo" occorre come termine tecnico-descrittivo per individuare quei credi religiosi, o filosofico-religiosi, che individuano una divinità che abbraccia ogni cosa, ovvero Dio che compenetra ogni aspetto e luogo dell'universo rendendo così sacro ogni aspetto dell'esistente, anche quello naturale. Sono imparentati ad esso i termini di "panenteismo", termine coniato nel 1828 da Karl Krause per indicare una visione in cui Dio è sia immanente che trascendente. e di "monismo", genericamente ogni dottrina unitaria che presuppone un'unica sostanza, nella fattispecie la concezione di un unico Dio impersonale ed ozioso .

### Politeismo
Il termine "politeismo" è attestato nelle lingue moderne per la prima volta nella lingua francese (polythéisme) a partire dal XVI secolo. Il termine polythéisme fu coniato dal giurista e filosofo francese Jean Bodin, e quindi utilizzato per la prima volta nel suo De la démonomanie des sorciers (Parigi, 1580), per poi finire nei dizionari come il Dictionnaire universel françois et latin (Nancy 1740), il Dictionnaire philosophique di Voltaire (Londra 1764) e, l'Encyclopédie di D'Alembert e Diredot (seconda metà del XVIII secolo), la cui voce polytheisme è curata dallo stesso Voltaire. Utilizzato in ambito teologico in opposizione a quello di "monoteismo"; entra nella lingua italiana nel XVIII secolo.
Il termine polythéisme, quindi "politeismo", è formato da termini derivati dal greco antico:  πολύς ?, polýs e θεοί, theoi) ad indicare "molti dèi"; quindi da polytheia, termine coniato dal filosofo giudaico di lingua greca Filone di Alessandria (20 a.C.-50 d.C.) per indicare la differenza tra l'unicità di Dio nell'Ebraismo rispetto alla nozione pluralistica dello stesso propria delle religioni antiche, tale termine fu poi ripreso dagli scrittori cristiani (ad esempio da Origene in Contra Celsum).
Tale termine indica quelle religioni che ammettono l'esistenza di più dèi a cui destinare i culti. Non vi rientra pertanto il Dualismo, che nella versione classica del Manicheismo vede il mondo retto da due principi opposti in lotta tra loro, il Male e il Bene, quest'ultimo destinato a trionfare alla fine dei giorni. Il termine Dualismo viene inoltre esteso ad eresie quali gli Gnostici e i Catari, che nell'esaltare la figura del male distinguono nettamente tra spirito e materia, ma trattandosi di Cristiani, per quanto borderline, vanno inclusi tra i Monoteisti.

## Religioni (in ordine alfabetico) con maggior numero di fedeli

### Buddhismo

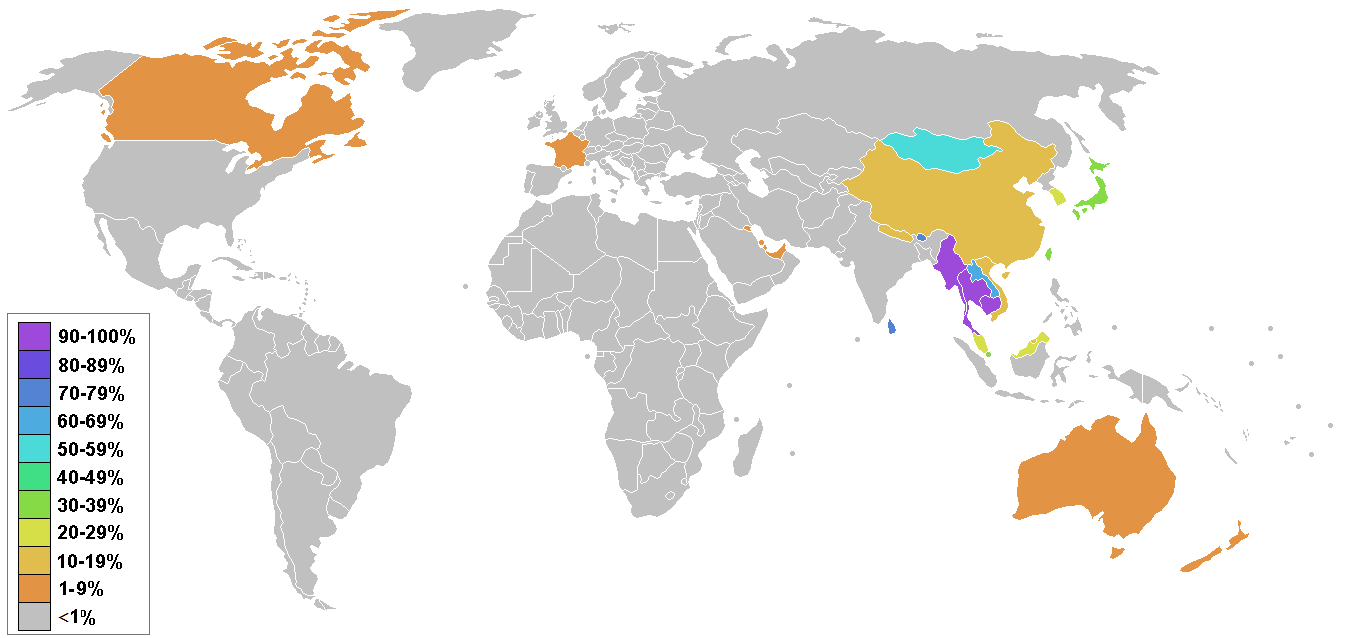
Il Buddhismo nel mondo

Il Buddhismo è una religione che comprende una varietà di tradizioni, credenze e pratiche, in gran parte basata sugli insegnamenti attribuiti a Siddhārtha Gautama, vissuto nel Nepal intorno al VI secolo a.C., comunemente appellato come il Buddha, ossia "il Risvegliato".
Le numerose scuole dottrinarie afferenti a questa religione si fondano e si differenziano in base alle raccolte scritturali riportate nei Canoni buddhisti e agli insegnamenti tradizionali trasmessi all'interno delle stesse scuole.
Le due grandi differenziazioni all'interno del Buddhismo riguardano le correnti Theravāda, presente prevalentemente in Sri Lanka, Thailandia, Cambogia, Myanmar e Laos, e Mahāyāna, presente invece prevalentemente in Cina, Tibet, Giappone, Corea, Vietnam e Mongolia.

### Cristianesimo

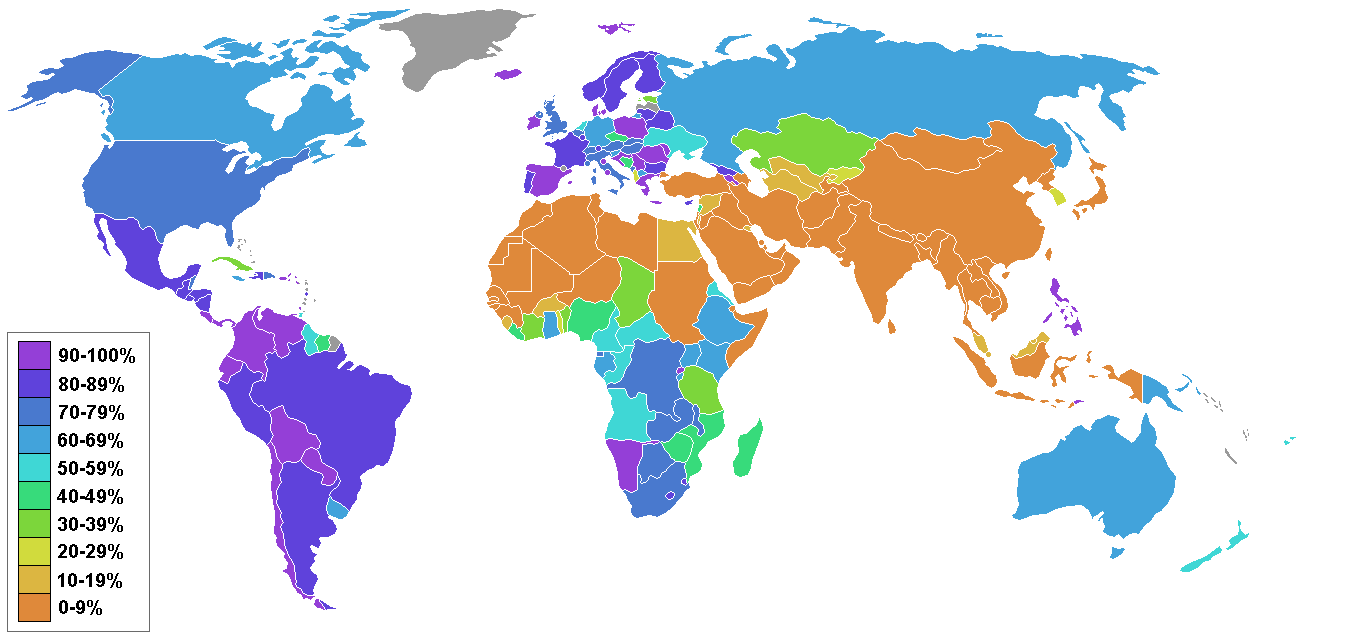
I cristiani nel mondo per nazione

Il Cristianesimo è la religione più diffusa nel mondo, in particolare in Occidente (Europa, Americhe, Oceania). Le forme storiche del cristianesimo sono molteplici, ma è possibile indicare tre principali suddivisioni: il Cattolicesimo, il Protestantesimo e l'Ortodossia. Oltre a queste tre suddivisioni, esistono alcuni credi che si riallacciano al Cristianesimo ma non sono classificati nelle quattro categorie principali, tra cui Mormonismo e i Testimoni di Geova.
Tutte queste tradizioni cristiane riconoscono, seppure con piccole varianti, che il loro fondatore, Gesù di Nazaret, è il Figlio di Dio, e lo riconoscono come Signore. Credono altresì, a parte i Testimoni di Geova, i Mormoni e i Protestanti Unitari, che Dio è uno in tre persone: il Padre, il Figlio e lo Spirito Santo.
Inoltre, tenendo presente che la Bibbia protestante ha 7 libri in meno della Bibbia cattolica, considerano la Bibbia un testo ispirato da Dio. La Bibbia dei cristiani è composta dall'Antico Testamento, il quale corrisponde alla Septuaginta, versione e adattamento in lingua greca della Bibbia ebraica con l'aggiunta di ulteriori libri, e dal Nuovo Testamento: quest'ultimo ruota interamente sulla figura di Gesù Cristo e del suo "lieto annuncio" (Vangelo).

### Induismo

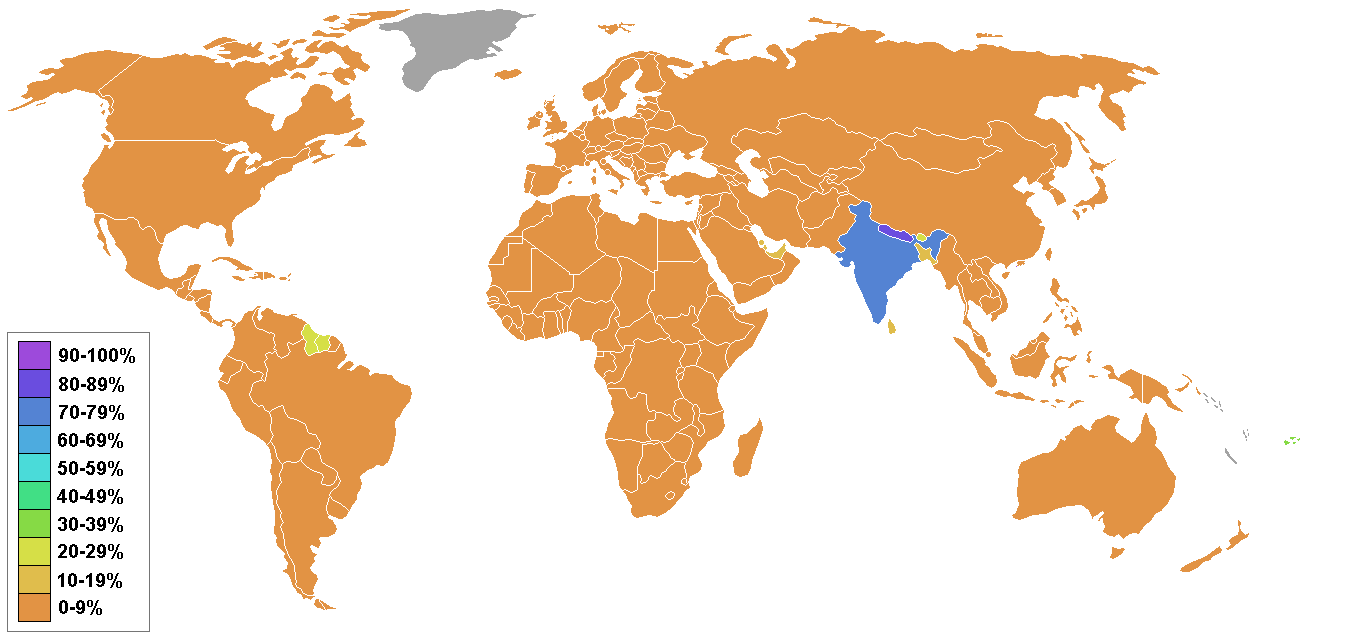
Induismo nel mondo

L'Induismo è un insieme di dottrine, credenze e pratiche religiose e filosofico-religiose che hanno avuto origine in India, luogo dove risiede la maggioranza dei suoi fedeli. Secondo la tradizione, questa religione è eterna (Sanātana dharma, religione eterna) non avendo né un principio né una fine.
L'Induismo fa riferimento ad un insieme di testi sacri che per tradizione suddivide in Śruti e in Smṛti. Tra questi testi occorre ricordare in particolar modo i Veda, le Upaniṣad e la  Bhagavadgītā.

### Islam

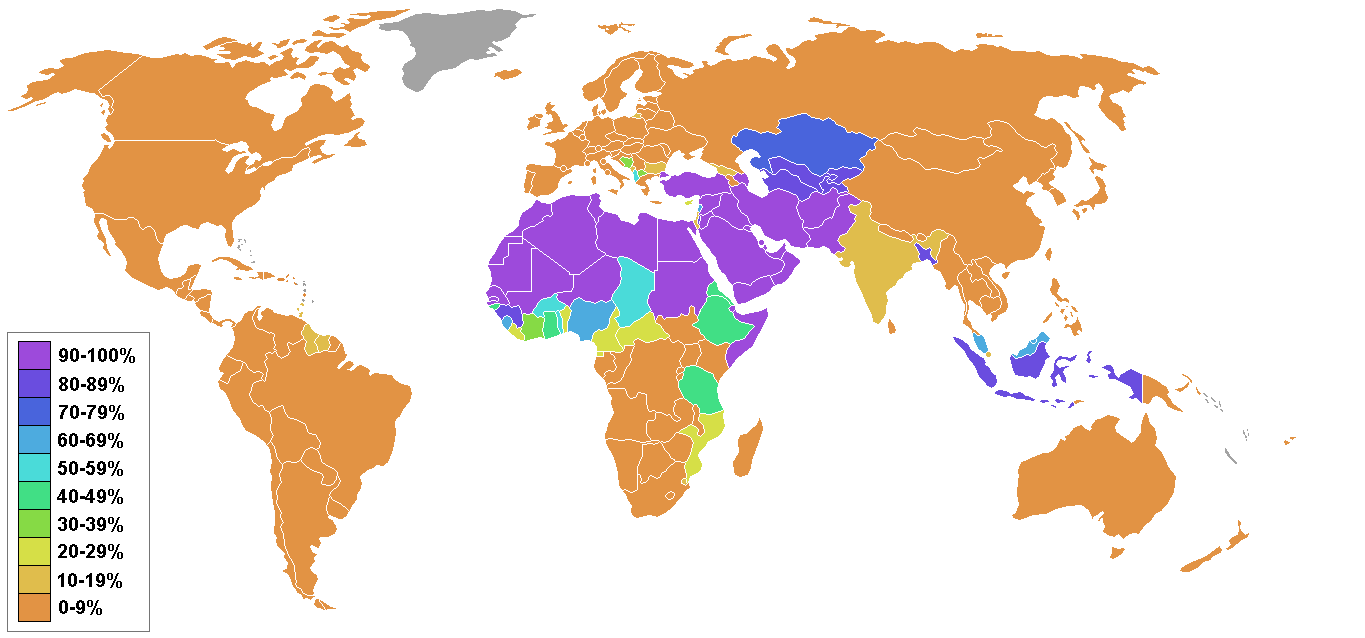
Presenza musulmana nel mondo

L'Islam è la più recente delle tre principali religioni monoteiste originarie del Vicino Oriente. Ha come principale riferimento il Corano considerato libro sacro. Il testo in lingua araba, una raccolta di predicazioni orali, è relativamente breve rispetto ai testi sacri ebraici o indù. Il termine Islam significa letteralmente "sottomissione", intesa come fedeltà alla parola di Dio. L'Islam condivide con l'Ebraismo e il Cristianesimo gran parte della tradizione dell'Antico Testamento, legittimando il riferimento biblico secondo cui Isacco (progenitore degli israeliti) e Ismaele (progenitore degli arabi) erano entrambi figli di Abramo. Riconosce la vita e le opere di Gesù ritenendolo però un profeta. La figura di riferimento dell'Islam è Muhammad (Maometto), vissuto nel VII secolo nella penisola arabica, di cui la Sunna raccoglie gli aneddoti. Le due suddivisioni principali di questa religione sono l'Islam sunnita e l'Islam sciita.

### Altre religioni
Altre importanti religioni, diffuse soprattutto in Asia sono:
- Animismo
- Bahá'í
- Confucianesimo
- Culti sincretici africani
- Ebraismo
- Ellenismo
- Ermetismo
- Esoterismo
- Giainismo
- Gnosticismo
- Manicheismo
- Mitraismo
- Religione Romana
- Shintoismo
- Sikhismo
- Taoismo
- Zoroastrismo

### Nuovi movimenti religiosi
- Bambini di Dio
- Chiesa dell'unificazione
- Meditazione trascendentale
- Movimento raeliano
- Neopaganesimo
- Organizzazione Sathya Sai
- Pastafarianesimo
- Rajneeshismo
- Rastafarianesimo
- Sahaja Yoga
- Scientology
- Testimoni di Geova
- Wicca